# Don Woods
Donald Ray Woods (Denton, 17 febbraio 1951) è un ex giocatore di football americano statunitense che ha giocato nel ruolo di running back nella National Football League (NFL). Al college ha giocato a football alla New Mexico Highlands University.

## Carriera
Woods fu scelto nel corso del sesto giro (174º assoluto) del Draft NFL 1974 dai Green Bay Packers. Questi lo svincolarono alla fine del training camp e il giocatore firmò con i San Diego Chargers all'inizio della stagione 1974.
La mossa diede i suoi frutti per San Diego, con Woods che, malgrado non fosse entrato in campo prima della terza gara della stagione, andò a stabilire il record NFL per un rookie, correndo 1.162 yard in sole 12 gare, inclusa una striscia di 7 gare consecutive con almeno 100 yard corse. Per queste prestazioni fu premiato come rookie offensivo dell'anno.
Gli infortuni rallentarono Woods durante la stagione 1975 e anche se disputò altre solide annate per i Chargers, non riuscì più a trovare la forma della sua stagione da rookie. Durante la stagione 1980 fu scambiato coi San Francisco, ritirandosi a fine anno.

## Palmarès
- Rookie offensivo dell'anno - 1974
- PFWA All-Rookie Team - 1974

## Statistiche
| Yard su corsa      | 3.087 |
| Touchdown su corsa | 16    |